# Variaciones sobre el nombre "Abegg"

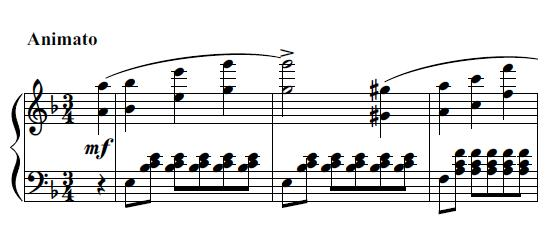
Inicio de las Variaciones Abegg.

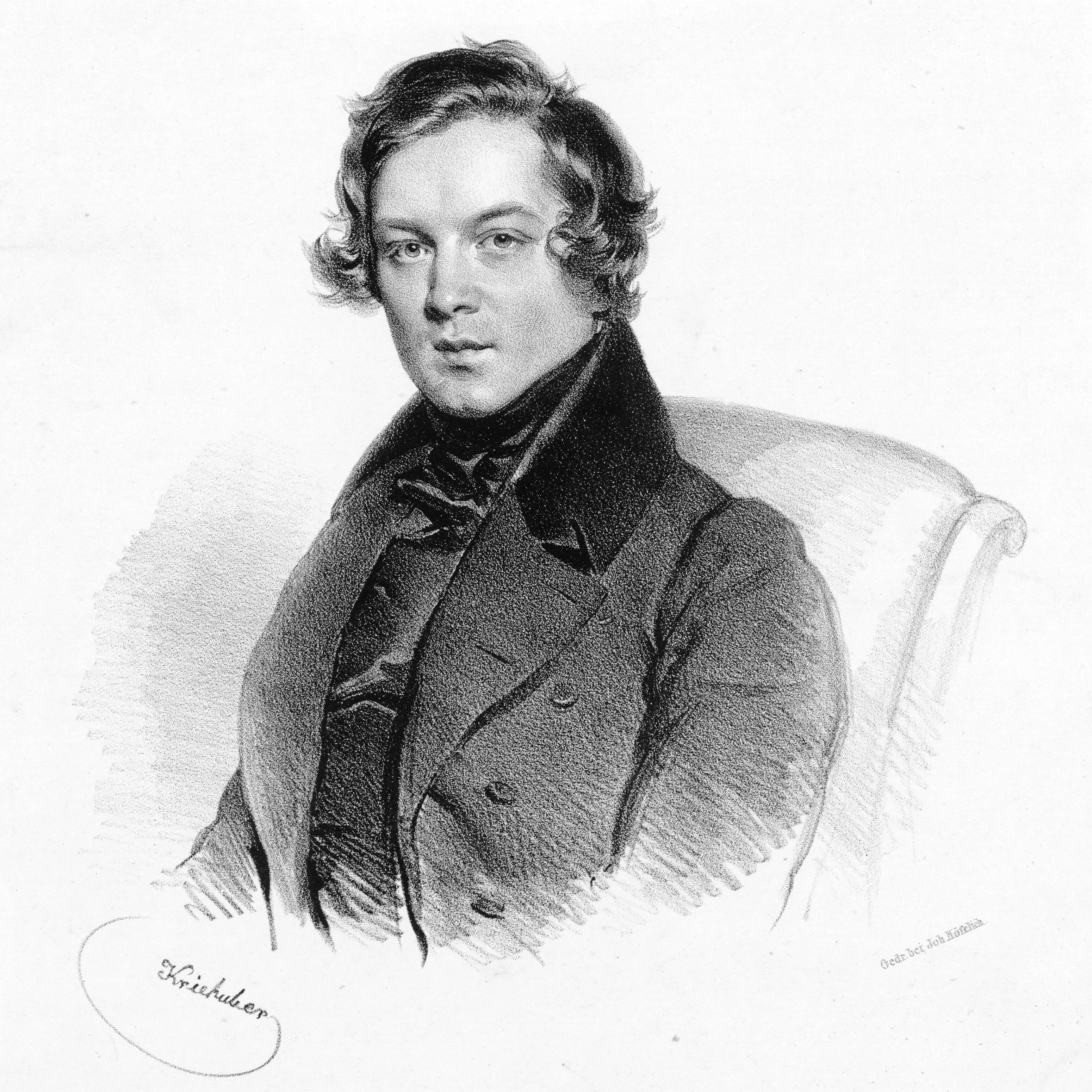
Robert Schumann en 1839.

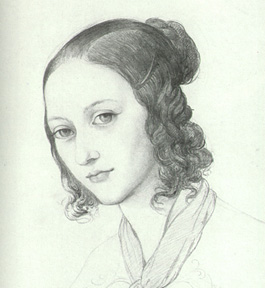
Clara Schumann en la década de 1830.

Las Variaciones sobre el nombre "Abegg"  o Variaciones Abegg en fa mayor, Op. 1 es una pieza para piano en forma de tema con variaciones compuesta por Robert Schumann entre 1829 y 1830, cuando tenía veinte años. La obra fue publicada en noviembre de 1831 bajo el título Thème sur le nom Abegg varié pour la pianoforte.

## Historia
A pesar de lo que implica el número de opus asociado, no eran ni su primera composición ni, a decir verdad, sus primeras exploraciones de la forma musical de la variación. Antes de completar su Opus 1 en 1830 había compuesto nada menos que ocho polonesas, seis valses, un concierto para piano incompleto, varias canciones juveniles, un conjunto de variaciones para piano a cuatro manos y otras piezas más cortas. Así pues, cuando se sentó a componer un conjunto de variaciones para la condesa Pauline von Abegg, ciertamente no era un mero iniciado en su oficio, aunque de hecho pasarían años antes de que alcanzara la cumbre de su genio. Las Variaciones Abegg siguen figurando entre las piezas más interpretadas del compositor debido, sin duda, a una relativa ausencia de desafíos técnicos.
Se cree que el nombre hace referencia a la amiga ficticia de Schumann, Meta Abegg, cuyo apellido empleó el compositor a través de un criptograma musical como base motívica de la pieza. Se considera que el nombre Meta es un anagrama de la palabra del latín "tema". Otra sugerencia es que se pudo haber inspirado en el apellido de la dedicataria, la condesa Pauline von Abegg. Al parecer, cuando tenía veinte años, Schumann la conoció y le dedicó esta obra, como atestigua la edición de Clara Schumann de las obras para piano de su marido.
Las cinco primeras notas musicales del tema son la, si bemol (si), sol, sol, que en notación alfabética es A, B♭ (B), E, G, G, es decir, ABEGG. Este uso de los nombres de las notas como letras también fue utilizado por el compositor en otras piezas, como su Carnaval, Op. 9.

## Estructura y análisis
La obra está formada por las siguientes partes:
1. Tema (animato), en fa mayor 3
4
2. Variación I (energico), en fa mayor 3
4
3. Variación II (il basso parlando), en fa mayor 3
4
4. Variación III (corrente), en fa mayor 3
4
5. (Cantabile), en la bemol mayor 9
8
6. (Finale alla Fantasia – Vivace), en fa mayor 6
8

### Tema
El primer movimiento es el tema y lleva la indicación animato. Está escrito en la tonalidad de fa mayor y en compás de 3/4, como en las tres variaciones siguientes. El tema es una elegante melodía de vals en octavas. La melodía ABEGG (la–si bemol–mi–sol–sol) se toca primero mezzoforte en la mano derecha, en octava, mientras que la mano izquierda acompaña con armonías en un ritmo de corcheas desde el principio hasta el final del tema. Esta melodía se interpreta en tres versiones sucesivas. A continuación, se toca todo de nuevo pianissimo, siempre con la mano derecha, pero ahora las octavas están arpegiadas.
A continuación viene el inversus de la melodía ABEGG (sol–sol–mi–si bemol–la), de nuevo en tres versiones, todas ejecutadas dos veces. La primera vez mezzoforte con un crescendo añadido, la segunda pianissimo y arpegiando las octavas de la mano derecha.

### Variación I
La primera variación, al igual que las dos siguientes, mantiene tanto la tonalidad como el compás establecidos en el tema inicial. Esta primera variación, junto con la tercera y el finale, son las partes que requieren más virtuosismo. Aquí destacan la cascada de arpegios y la filigrana cromática. Consta de dos partes, cada una de las cuales incluye una repetición. En la primera parte el forte y el sforzando duran poco; intercalan las frases en piano e incluso en pianissimo. La frase más larga, en pianissimo con un crescendo al final, retoma la melodía ABEGG (la–si bemol–mi–sol–sol) en la mano izquierda y su primera variación (sol sostenido–la–do–fa–fa). La segunda parte contiene muchos sforzando (acentos) y culmina brillantemente con un fortissimo.

### Variación II
La segunda variación presenta dos temas: el primero aparece en la mano derecha en cada pulso de negra y el segundo en la mano izquierda en cada contratiempo. La pieza comienza piano y un lento crescendo conduce al forte en el tercer compás. Le sigue un diminuendo a lo largo de cuatro compases para llegar al pianissimo. El tema de la mano izquierda se vuelve entonces más agudo que el de la mano derecha, obligando al intérprete a cruzar las manos sobre el teclado.

### Variación III
La tercera variación lleva la indicación "corrente" que significa "corriendo" y es la más rápida del conjunto. Destaca por los vertiginosos tresillos de semicorcheas de la mano derecha mientras la izquierda toca corcheas. Se inicia con una dinámica de mezzoforte, tras la cual numerosos estallidos (crescendo, forte, fortissimo, sforzando) salpican la pieza. El tema ABEGG se retoma en la mano izquierda en clave pianissimo.

### Cantabile
Este número, Cantabile, es el único que no conserva la tonalidad brillante de fa mayor, ya que está escrito en la bemol mayor. Se desarrolla en un tempo bastante lento aunque no demasiado lento (non troppo lento escribe Schumann) y mantiene el ritmo ternario con el compás de 9/8. Aparece una nueva variación de la melodía ABEGG, esta vez en modo menor: re (si bemol)–mi bemol–la bemol–do–fa–mi bemol–re bemol. Se añaden dos notas (mi bemol y re bemol) a la melodía, que inicialmente tenía cinco. Otras dos declinaciones aparecen un poco más adelante, siempre en la mano derecha, y de cinco notas de duración: mi bemol–re bemol–fa–la bemol–la bemol, y luego re bemol–mi bemol–sol–si bemol–si bemol. Estas dos declinaciones van acompañadas de un ritmo de negra y corchea en la mano izquierda y de un trino en la mano derecha. A continuación la variación se apresura con un accelerando y un gran crescendo de cinco compases. Finalmente, disminuye y se ralentiza progresivamente, terminando en una semicadencia pianissimo en fa mayor, una cadencia suspensiva que prepara el final.

### Finale alla Fantasia
El cierre de la obra, en tempo Vivace, vuelve a la tonalidad inicial y está en compás de 6/8. Comienza con un ritmo de negra y corchea en ambas manos. La nota aguda de la mano derecha, en cromatismo, puede sugerir una nueva variación del tema ABEGG (la–si bemol–si bemol–do). La mano izquierda sigue tocando este ritmo de negra y corchea, mientras que la derecha ejecuta varias cascadas de semicorcheas, primero pianissimo, luego mezzoforte y por último forte y fortissimo. Estos matices son propiciados por sucesivos crescendi.
Este final presenta muchos giros, modulaciones y "golpes de efecto". La melodía ABEGG se escucha de nuevo en do sostenido mayor. Se trata de un tono muy alejado de la tonalidad inicial de la pieza: siete sostenidos en la tonalidad de do sostenido mayor, frente a un único bemol en fa mayor. Por último, tras una pausa sorpresiva, se introducen dos acordes (do–la–mi bemol–fa sostenido, y luego do–si bemol–mi–sol). El segundo acorde dura el equivalente a cuatro tiempos (más un calderón), cuyos sonidos mueren uno tras otro. Así, la melodía ABEGG se escucha por última vez. Termina con un extenso diminuendo de 13 compases que va desde mf (mezzoforte) a ppp (pianississimo).

## Recepción de la obra
Ludwig Rellstab en la revista Iris im Gebiete der Tonkunst (Iris en el campo del arte sonoro) en 1832 afirmó:

«La obra fue hecha por un hábil pianista y es una composición tan gratificante y brillante como muchas otras del mismo tipo de Czerny, Herz y otros, y por lo tanto merece la misma aprobación.»

La crítica del periódico Allgemeiner musikalischer Anzeiger el 28 de junio de 1832 es aún más positiva:

«El compositor, probablemente todavía joven, que encontramos aquí por primera vez, representa un caso excepcional de nuestro tiempo; no pertenece a ninguna escuela, saca su inspiración de sí mismo, no se adorna en modo alguno con las plumas... Ha creado para sí un mundo ideal en el que retoza casi con picardía, a veces incluso con una original singularidad, y sólo por eso, porque posee la unicidad del ave fénix, no desmerece [la columna dedicada a esta reseña]... Nada se toca fácilmente; la ejecución requiere una interpretación específica; el conjunto requiere, si se quiere lograr la impresión deseada, un estudio y una práctica cuidadosos.»